# Trebaruna
Trebaruna ou Treborunnis era a deusa da casa, das batalhas, da morte e da família na mitologia lusitana.

## Nomes
O seu nome também aparece como Trebarune, Trebaronna, Trebarone, Trebaronne e Trebaroni.   O historiador espanhol José María Blázquez Martínez também lista os seguintes atestados de nome para a divindade:
- Trebarona (Coria)
- Trebarune (Findão)
- Trebaroune (Lardosa)
- Trebarouna (Idanha-a-Nova)
- Triborunni (Cascais)
- Debaroni muceaicaeco (Aveledas)

### Etimologia
O seu nome pode ser derivado do celta *trebo ('casa') e *runa ('segredo, mistério'). O filólogo espanhol Antonio Tovar sugeriu que, como a primeira parte do nome Trebopala, esta deusa poderia estar ligada à comunidade. Jürgen Untermann afirma que os nomes desta divindade encontram-se no caso dativo, o que sugere uma forma nominativa como *Trebaru ou *Trebaro.

## Evidência epigráfica
Tovar listou três inscrições onde o seu nome é atestado: uma de Idanha-a-Velha, uma segunda de Cória e a terceira de Lardosa. Em Portugal foram encontrados dois pequenos altares dedicados a esta deusa, um na Egitânia romano-lusitana (atual Idanha-a-Velha) e outro em Lardosa. O Museu Regional Tavares Proença, em Castelo Branco, contém agora o altar de Lardosa. Ele estava situava numa zona onde os castristas fundaram uma vila romano-lusitana. Este altar costumava conter uma estátua da deusa que desde então se perdeu. No entanto, ainda preserva esta inscrição: TREBARONNE V(otum) S(Olvit) OCONUS OCONIS f(ilius) que se traduz como: Ocono, filho de Oco, cumpriu a promessa a Trebaruna.
Numa inscrição do Fundão em Portugal, uma divindade Trebarune é invocada por um Tôncio Toncetano: Ara(m) pos(uit) Toncius Toncetani f(ilius) Icaedit(anus) milis Trebarun(a)el(ibens) m(erito) v(otum) s(olvit) José d'Encarnação enumera uma inscrição da vila romana da Freiria (Cascais) (encontrada a 27 de Agosto de 1985), onde é invocado um Triborunnis, uma possível referência a esta divindade. O componente Tribo- ele interpreta como cognato para PIE *treb-.  Uma inscrição mais recente de Capera é uma epigrafia dedicatória de uma pessoa chamada Marco Fídio a Augusta Trebaruna.

## Papel possível
José Leite de Vasconcellos sugeriu que Trebaruna era uma deusa da guerra, pois encontrou um segundo altar da mesma pessoa (Toncius Toncetami), dedicado à deusa romana Vitória.
Com base numa possível etimologia do seu nome, parece que ela era uma protetora de propriedades, casas e famílias. Na mesma linha, Olivares Pedreños citou posições de d'Arbois de Jubainville e Lambrino que a interpretam como protetora do grupo ou tribo.

## Legado
Após o anúncio, em 1895, por José Leite de Vasconcelos da descoberta de Trebaruna como um novo teónimo, foi publicado um poema comemorativo que comparava Trebaruna à Vitória romana. Recentemente ela tornou-se, entre os neopagãos, uma deusa das batalhas e alianças.